# Freyella felleyra
Freyella felleyra is een dertienarmige zeester uit de familie Freyellidae.
De wetenschappelijke naam van de soort werd in 2006 gepubliceerd door Donald George McKnight. De beschrijving was gebaseerd op een specimen dat van 3180 meter diep van de westelijke flank van de Lord Howe Rise kwam, de enige locatie waarvan de soort bekend was.
De soortnaam felleyra is een anagram van "Freyella".